# إصفورناوية
الإصفورناوية (الاسم العلمي: Isopyreae) هي قبيلة من النباتات تتبع الفصيلة الحوذانية من رتبة الحوذانيات.

## أجناس الإصفورناوية
- الإصفورن
- الأنقولية